# Mitschurinski
Mitschurinski ist eine Rotweinsorte, die in der russischen Züchtungsstation von Mitschurinsk entstand. Sie ist das Ergebnis langjähriger Kreuzungen. Von ihren asiatischen Vorfahren Vitis amurensis erbte die bereits Anfang September reifende Sorte die Frosthärte (von −25 bis −35 °C), von ihren europäischen Vitis vinifera-Eltern (u. a. Muskat-Trollinger) die gute Fruchtqualität.
Die russische Rebe eignet sich als Spalierobst an Hauswänden und in Gärten zur Gewinnung von Tafeltrauben. Im Gebiet der ehemaligen DDR hat sie schon lange eine herausragende Bedeutung. Sie trägt selbst in höheren Lagen und in klimatisch ungünstigen Regionen wie deutschen Mittelgebirgslagen bis ca. 600 m Höhe. Falscher und Echter Mehltau, Rohfäule und Traubenwickler (Sauerwurm) bereiten wenig Probleme, Spritzungen sind nicht nötig. Im Geschmack sind die Reben mild, wenig sauer und fruchtig-süß. Sie eignet sich besonders für Traubensaft und für Traubenbrand.
Die Sorte wurde dem berühmten Botaniker Iwan Wladimirowitsch Mitschurin gewidmet.